# Deixa Falar
Deixa Falar va ser la primera escola de samba de Brasil. La seva fundació va ser el 12 d'agost de 1928 al barri d'Estácio, a Rio de Janeiro.

## Història
El grup carnavalesc Deixa Falar va ser la primera escola de samba en el sentit literal del terme, ja que els seus integrants difonien i ensenyaven samba. Va ser fundada el 12 d'agost de 1928 en el número 27 del carrer Maia de Lacerda al barri d'Estácio, a Rio de Janeiro. La casa pertanyia al sergent de policia Chystalino, pare del sambista Biju. Entre els fundadors van estar els compositors i sambistes Ismael Silva, Heitor dos Prazeres, Bide, Armando Marçal, Paulo Barcelos, Baiaco, Brancura, Mano Edgar, Mano Rubem, Mano Aurélio, entre d'altres.
Va ser batejada com Deixa Falar per Ismael Silva. Prop de la seu de l'escola, en el Largo do Estácio, funcionava una Escola Normal. D'allà procedia, segons Silva, l'analogia creada per ell ja que la seva agrupació formaria professors de samba. Però recerques posteriors van detectar que la utilització del terme «escola de samba» és anterior a 1928.
Els colors del grup eren vermell i blanc, en homenatge al bloc A União Faz a Força, liderat pel sambista Mano Rubem (també d'Estácio) i que va deixar d'existir amb la seva defunció el 1927. També homenatjava al America Football Club, la seu del qual estava prop del barri.
Entre els sambistes fundadors hi havia dos projectes: el del seu president Oswaldo da Papoula, que proposava crear un ranxo; i el d'Ismael Silva, que era crear un bloc innovador, que exclogués gairebé tots els elements estructurals dels ranxos. Silva era contrari a les evolucions, i passos estranys a la samba. Malgrat les seves diferències, tots dos van col·laborar perquè el grup carnavalesc arribés a ser un dels més famosos de la ciutat en aquella època, entre els que tenien com a base musical la samba.
Bide, sambista de l'escola, va participar el 1929 en la gravació de Na Pavuna, primer enregistrament en disc en la qual es van usar instruments i marcació típics de les escoles de samba, sense una banda musical que fes la base i amb l'orquestració del percussionista Armando Marçal. Van ser membres de Deixa Falar els qui van introduir al samba la cuica, el tamborim, el pandeiro i el surdo. Aquest últim va ser creat per Bide, un dels fundadors de l'escola, amb un llautó de llard, cèrcols i pell de cabrit. L'èxit va ser tal que a l'any següent totes les escoles van imitar Deixa Falar.
També el 1929, Zé Espinguela va organitzar el primer concurs de escoles de samba del que es té notícia, a la seva pròpia casa del carrer Adolpho Bergamini a Engenho de Dins, on avui està la seu de l'escola de samba Arrenco. En temps en què la samba encara estava marginada, aquesta trobada tenia com a objectiu escollir al millor grup de sambistes (o escola de samba) de la ciutat. Tres grups es van presentar: el Conjunto Oswaldo Cruz, el Bloco Carnavalesco Estação Primeira i Deixa Falar, que va ser desqualificada per utilitzar instruments de vent. El 1930 i 1931 no es va realitzar el concurs, però la samba moderna ja s'havia difós per la ciutat i molts blocos van adoptar la denominació escola de samba, assimilant alguns elements proposats per Deixa Falar.
Durant la seva curta existència va enviar «ambaixades» (és a dir, va visitar) a altres reductes de samba com Mangueira, Oswaldo Cruz i Madureira, va desfilar a la Praça Onze en els carnestoltes de 1929, 1930 i 1931. Però no va aconseguir participar en el primer concurs oficial de les escoles de samba de Rio de Janeiro, organitzat el 1932 pel diari Mundo Sportivo. Aquell any va optar per passar a la categoria de ranxo. La agremiació ja havia desfilat entre els ranxos en el concurs organitzat pel diari Jornal do Brasil, a manera d'experiència amb O Paradís de Dante, i va obtenir una bona ressenya periodística. Va tornar a participar el 1932 en forma oficial amb A Primavera i a Revolução de Outubro, en homenatge a la revolució d'octubre de 1930 a Brasil que va portar a la presidència a Getúlio Vargas, però ni tan sols va obtenir classificació ja que segons el jurat la proposta va ser «simple i sense majors pretensions».
Amb el temps va ser també un ranxo, si ben alguns investigadors afirmen que en realitat va ser amb prou feines un bloco. Entre 1929 i 1932 a Brasil encara s'escrivia «escola de samba», i aquestes eren considerades com blocos amb marcació diferent. De fet, Deixa Falar mai es va inscriure en concursos de la categoria «escola de samba» i tampoc va desfilar com a tal.
El grup es va dissoldre en 1932 a causa de conflictes relacionats amb les despeses de subvenció ofertes per la prefectura per a aquesta última desfilada. El 29 de març de 1933 l'agrupació es va fusionar amb el bloco União das Cores, per formar el bloco União do Estácio de Sá. Després d'aquesta fusió Osvaldo da Papoula, es va integrar a Recreio das Flores, del barri de Saúde, i Ismael Silva no va tornar a associar-se a cap altra grup carnavalesc fins a la fi de la seva vida.
El 1980 l'escola de samba Estácio de Sá, llavors anomenada Unidos de São Carlos va desfilar en el grup principal amb Deixa Falar, en homenatge a l'escola pionera. El 2010 la mateixa escola va desfilar en el grup d'aces amb Deixa Falar, a Estácio é isso aí. Eu visto esse manto i vou por aí.